# Babič
Babič je 46. najbolj pogost priimek
v Sloveniji, ki ga je po podatkih Statističnega urada Republike Slovenije na dan 31. decembra 2007 uporabljalo 1813 oseb. Nekoč je označeval človeka, ki mu je mati zgodaj umrla (posebej pri porodu) in ga je vzgojila starejša ženska, baba. Priimek se je prvič pojavil v Trstu, potem pa v ostalem slovenskem prostoru.

## Znani slovenski nosilci priimka
- Andrej Babič (1923–2019), turistični delavec in fotograf
- Anže Babič, gradbenik
- Barbara Babič (?–2025), igralka
- Bojana Babič, arhitektka
- Branko Babič-Vlado (1912–1995), politik
- Branko Babič (karikaturist)
- Drago Babič, ekonomist, energetik in poslovnež
- Dušan Babič, fizik
- Franc Babič (1868–1913), trgovec in mecen
- Jan Babič, avtomatika in inteligentno vodenje (humanoidnih) robotov
- Jože Babič (1904–1986), učitelj (strojepisja)
- Jože Babič (1917–1996), gledališki in filmski režiser, igralec
- Karolina Babič, filozofinja (dr.), publicistka
- Lavra Babič (*1987), plavalka-olimpijka
- Maja Babič Košir, kiparka, ilustratorka, večmedijska umetnica
- Majda Babič (*1970), pesnica
- Mateja Babič Stermecki, novinarka, odg. urednica Dela
- Matjaž Babič (*1962), klasični filolog, grecist, univ. prof.
- Monika Babič, oboistka
- Pia (Josipina) Babič, igralka
- Rudi Babič (1920–1998), rudarski strokovnjak in gospodarstvenik
- Rudolf Babič (*1947), elektronik, prof. FE UM
- Saša Babič (*1979), etnologinja, folkloristka
- Simona Babič, gradbenica, pisateljica
- Urška Babič (*1987), pianistka
- Vanda Babič (*1963), slovanska filologinja, prof. za starocerkvenoslovanščino
- Vladimir Babič (1933–2021), zadnji mlinar na Muri

## Znani tuji nosilci priimka
- Isaj Jakolevič Babič, sovjetski general
- Iskra Leonidovna Babič (1932–2001), ruska fimska režiserka